# Гай Серий Авгурин
Гай Се́рий Авгури́н (лат. Gaius Serius Augurinus; умер после 169 года) — древнеримский государственный и политический деятель, ординарный консул 156 года.

## Биография
Известно, что отцом Авгурина являлся ординарный консул 132 года Гай Юний Серий Авгурин. В 156 году Гай Серий и сам занял должность ординарного консула; его коллегой по должности стал Марк Цейоний Сильван. В 169/170 году Авгурин был проконсулом провинции Африка.